# NGC 4290
NGC 4290 ist eine Balken-Spiralgalaxie vom Hubble-Typ SBab im Sternbild Großer Bär am Nordsternhimmel. Sie ist schätzungsweise 140 Millionen Lichtjahre von der Milchstraße entfernt. 
Das Objekt wurde am 17. April 1789 von dem Astronomen Wilhelm Herschel entdeckt.